# Келлервилл (Иллинойс)
Келлервилл (англ. Kellerville) — невключённая территория в округе Адамс (штат Иллинойс, США). Расположен к югу от городка Клейтон и к северу от заповедника Силоум Спрингс.